# Crédit Agricole Suisse Open Gstaad 2013
Crédit Agricole Suisse Open Gstaad 2013 — тенісний турнір, що проходив на ґрунтових кортах у місті Гштаад, Швейцарія з 22 липня. Належав до категорії ATP World Tour 250, був турніром серії Swiss Open Gstaad 2013 року.

## Фінальна частина

### Одиночний розряд
Михайло Южний —  Робін Гаасе 6–3, 6–4

### Парний розряд
Джеймі Маррей /  Джон Пірс (тенісист) —  Пабло Андухар /  Гільєрмо Гарсія-Лопес 6–3, 6–4